# Henschel Typ Essen
Die Tenderlokomotiven Henschel Typ Essen wurden von der Lokomotivfabrik Henschel in Kassel als Industrielokomotiven gebaut.
Ihr Einsatzgebiet waren normalerweise Werkbahnen, aber auch Privatbahnen wie die Süddeutsche Eisenbahn-Gesellschaft und die Kassel-Naumburger Eisenbahn bezogen diese Lokomotiven aus Kassel. Nach 1945 gelangten vier Lokomotiven zur Deutschen Reichsbahn und wurden als 92  6579, 6580, 6584 und 6585 bezeichnet. Diese waren bis ungefähr 1970 im Einsatz. Eine Lokomotive ist bei dem Eisenbahnfreunden Breisgau erhalten geblieben.

## Geschichte und Technik

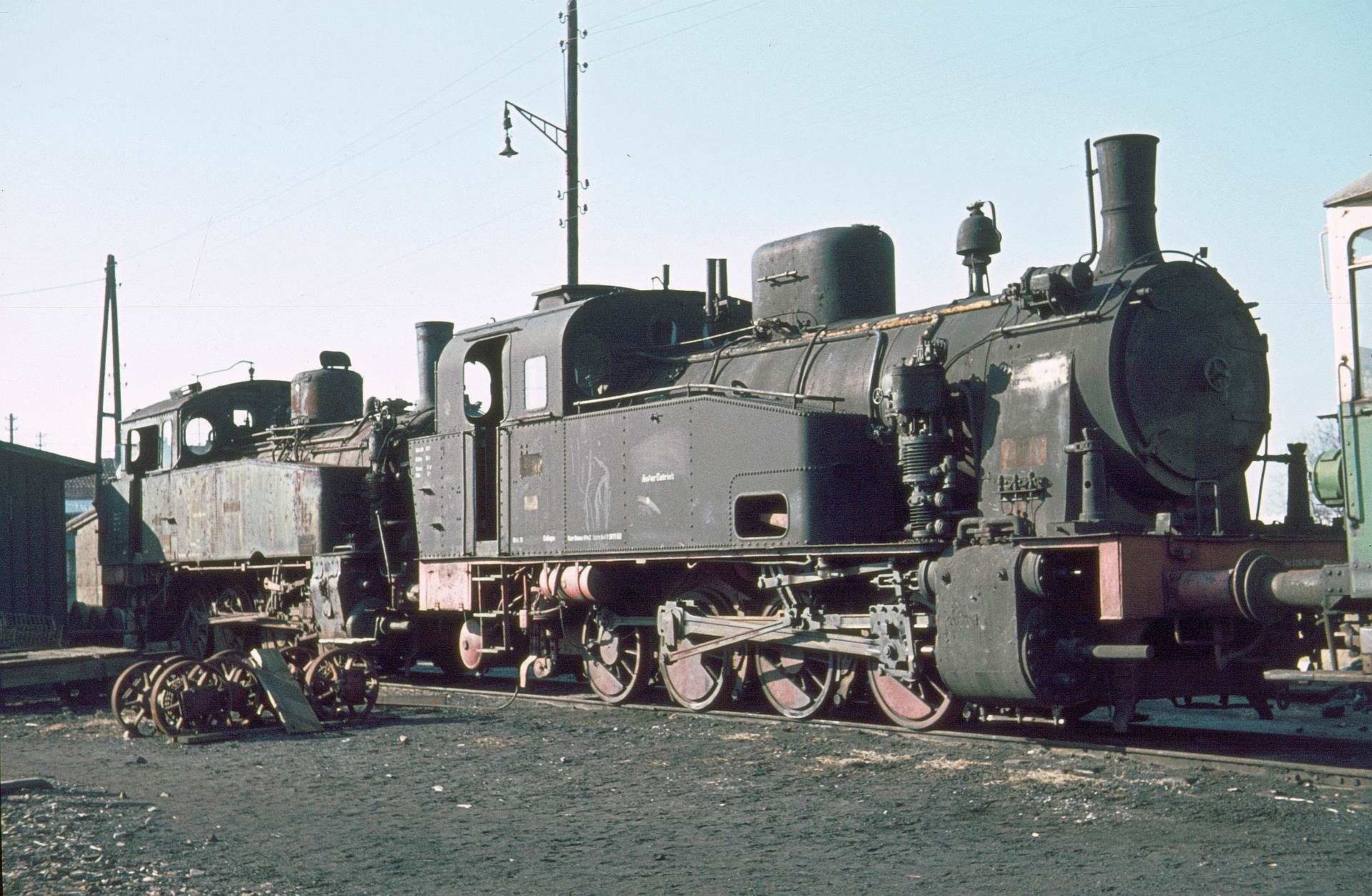
SWEG (ehemals SEG/MEG) 384, Zustand 1973

Die Lokomotiven entstammen einem umfangreichen Programm von Nassdampf-Tenderlokomotiven für Industrie- und Privatbahnen von Henschel in Kassel von B-gekuppelten Lokomotiven mit etwa 350 PS bis zum E-Kuppler mit etwa 800 PS. Der Typ Essen war die stärkste D-gekuppelten Lokomotive mit einer Leistung von ungefähr 600 PS.
Sie besaßen einen durchlaufenden Blechrahmen mit Querversteifungen bei den Kuppelradsätzen und den Rahmenenden. Der dritte Kuppelradsatz wurde angetrieben. Die Steuerung erfolgte mit Kolbenschiebern mit Druckausgleich. Der Kreuzkopf wurde einschienig auf der Gleitbahn geführt.
Der Kessel lag frei über dem Rahmen und bestand aus zwei Schüssen. Auf dem ersten Schuss saß der Dampfdom mit dem Ventilregler, der Sandkasten auf dem hinteren Schuss. Der Stehkessel nach Bauart Crampton besaß eine Feuerbüchse aus Kupfer. Der Kessel hatte eine recht kurze Rauchkammer, die einen konischen Schornstein trug. Gespeist wurde der Kessel von zwei Strahlpumpen. Die vorderen und hinteren Frontfenster des Führerhauses waren mit Blendschirmen versehen. Quer zur Fahrtrichtung war auf dem Dach ein Lüftungsaufsatz angeordnet. Die Lokomotiven besaßen seitliche Wasserkästen mit vorderen Abschrägungen und einem Ausschnitt im Bereich der Steuerungswelle. Der Sandstreuer sandete den zweiten und vierten Radsatz von vorn. Die Beleuchtung war ursprünglich eine Petroleumbeleuchtung, nach dem Krieg erhielten sie eine elektrische Beleuchtung mit Turbogenerator.
Bei der Deutschen Reichsbahn erhielten sie eine Kolbenspeisepumpe mit einem Oberflächenvorwärmer, der längs auf dem Kesselscheitel saß.
Einige Lokomotiven wurden wie die erhaltene SEG 384 auf Heißdampf umgebaut. Bei der Dampfeisenbahn Weserbergland wurde ein Schlepplastendiagramm aufgestellt. So konnte die Lokomotive auf einer Steigung von 20 ‰ eine Last von 500 t mit einer Geschwindigkeit von 11 km/h befördern.

## Einsatz
Die meisten Lokomotiven wurden auf Industriebahnen eingesetzt und spätestens in den 1960er Jahren durch Diesellokomotiven abgelöst.
Folgende Einsätze sind bei Privatbahnen bekannt:

### Süddeutsche Eisenbahn-Gesellschaft SEG 384–388
Die Süddeutsche Eisenbahn-Gesellschaft beschaffte 1927 fünf Lokomotiven als SEG 384-388. Die SEG 384 und 385 wurden für die Kaiserstuhlbahn beschafft, die SEG 386-388 wurden an die Ilmenau-Großbreitenbacher Eisenbahn geliefert. 
Die 384 war danach auch auf den SEG-Strecken der Worms-Offsteiner Eisenbahn und der Bregtalbahn in Dienst. 1969 wurde sie als Museumslok von den Eisenbahnfreunden Breisgau übernommen und ab 1978 vor den Museumszügen des „Rebenbummlers“ eingesetzt. Seit 2004 ist die Lokomotive wegen eines Kesselschadens außer Betrieb.
Deshalb wurde die Lok zu einer privaten Firma in Emmendingen gefahren, wo eine Aufarbeitung begonnen wurde. Die geplante Aufarbeitung des Kessels erwies sich schnell als von dem Verein nicht mehr realisierbar. Zum Jahresende 2021 musste die inzwischen nur noch als Torso erhaltene Lok den Firmenstandort verlassen und wurde auf einem Abstellgleis der Kandertalbahn zwischengelagert. Um den Erhalt der Lokomotive zu sichern, hat sich der Verein entschieden, die Lok 384 zu verkaufen. Der einzige Kaufinteressent stammt aus Sachsen. Dabei muss die Lok im Falle eines Verkaufes von der Denkmalliste Baden-Württemberg in die Denkmalliste Sachsen übergeben werden.

#### Deutsche Reichsbahn 92 6584–6585
Nach der Verstaatlichung der SEG-Strecken in der DDR übernahm die Deutsche Reichsbahn die SEG 385 als 92 6584 und die SEG 386 als 92 6585. Sie wurden 1967 und 1968 verschrottet.

### Essener Steinkohlenbergwerke
Die Lokomotive mit der Fabriknummer 23897 wurde 1938 an die Essener Steinkohlenbergwerke verkauft und war auf den Zechen Monopol (Bergkamen) und Königsborn (Bönen) eingesetzt. Von dort wurde sie an die Ruhrkohle AG weitergegeben und erhielt die Nummer D-776. Sie wurde 1977 zum Schrottpreis von der Dampfeisenbahn Weserbergland erworben und nach Rinteln überführt. Bis Ende 1977 war sie vor Museumszügen eingesetzt. Bei der folgenden Hauptausbesserung absolvierte die Lokomotive die Wasserdruckprüfung ohne Probleme, beim Anheizen platzten wegen Materialermüdung mehrere Heizrohre. Deshalb wurde sie abgestellt. Die Lok wurde noch 2008 bei der Dampfeisenbahn Weserbergland geführt. Reste der zerlegten Lokomotive waren 2016 in Benndorf aufbewahrt und sollte schon viele Jahre wieder betriebsfähig hergerichtet werden.

### Kassel-Naumburger Eisenbahn KN 7
Die Lokomotive mit der Fabriknummer 22501 kam 1935 fabrikneu zur Kassel-Naumburger Eisenbahn und erhielt die Nummer KN 7. Sie wurde 1949 an die Farge-Vegesacker Eisenbahn weitergegeben. Zuerst trug sie die Nummer 202, dann bekam sie die Nummer 90 der Deutschen Eisenbahn-Gesellschaft. Die Lok wurde 1960 abgestellt und 1963 verschrottet.

### Mecklenburgische Friedrich-Wilhelm-Eisenbahn-Gesellschaft 31 und 32
Zwei Lokomotiven mit den Fabriknummern 19036 und 19037 wurden vom Hersteller an die Mecklenburgische Friedrich-Wilhelm-Eisenbahn-Gesellschaft verkauft und erhielten die Bezeichnungen 31 sowie 32 in erster Belegung. 1925 wurden sie an die Thüringische Eisenbahn-AG verkauft und mit der Bezeichnung 92 und 93 auf der Weimar-Berka-Blankenhainer Eisenbahn eingesetzt. Ab 1927 wurden sie Heißdampf umgebaut. Die Lok 93 erhielt zeitweise eine Lentz-Ventilsteuerung.

#### Deutsche Reichsbahn 92 6579–6580
Mit der Übernahme der Weimar-Berka-Blankenhainer Eisenbahn durch die Deutsche Reichsbahn wurden die Loks WBBE 92 und 93 als 92 6579–6580 bezeichnet.
Die 92 6579 befuhr zwischen 1949 und 1953 auch die Buchenwaldbahn. Dabei wurde sie 1950 bei einer Entgleisung leicht, 1956 bei einer Flankenfahrt erheblich beschädigt. Nach der Wiederinbetriebnahme war sie bis 1960 auf der Strecke Beeskow–Luckau eingesetzt. Nach längerer Abstellzeit wurde sie an die Harzer Kalk- und Zementwerke als Werklok verkauft, stand dort bis 1973 im Dienst und wurde dann zerlegt. Die 92 6580, die auf den Strecken um Ebeleben eingesetzt war, soll um 1965 ausgemustert worden sein.